# مادوني

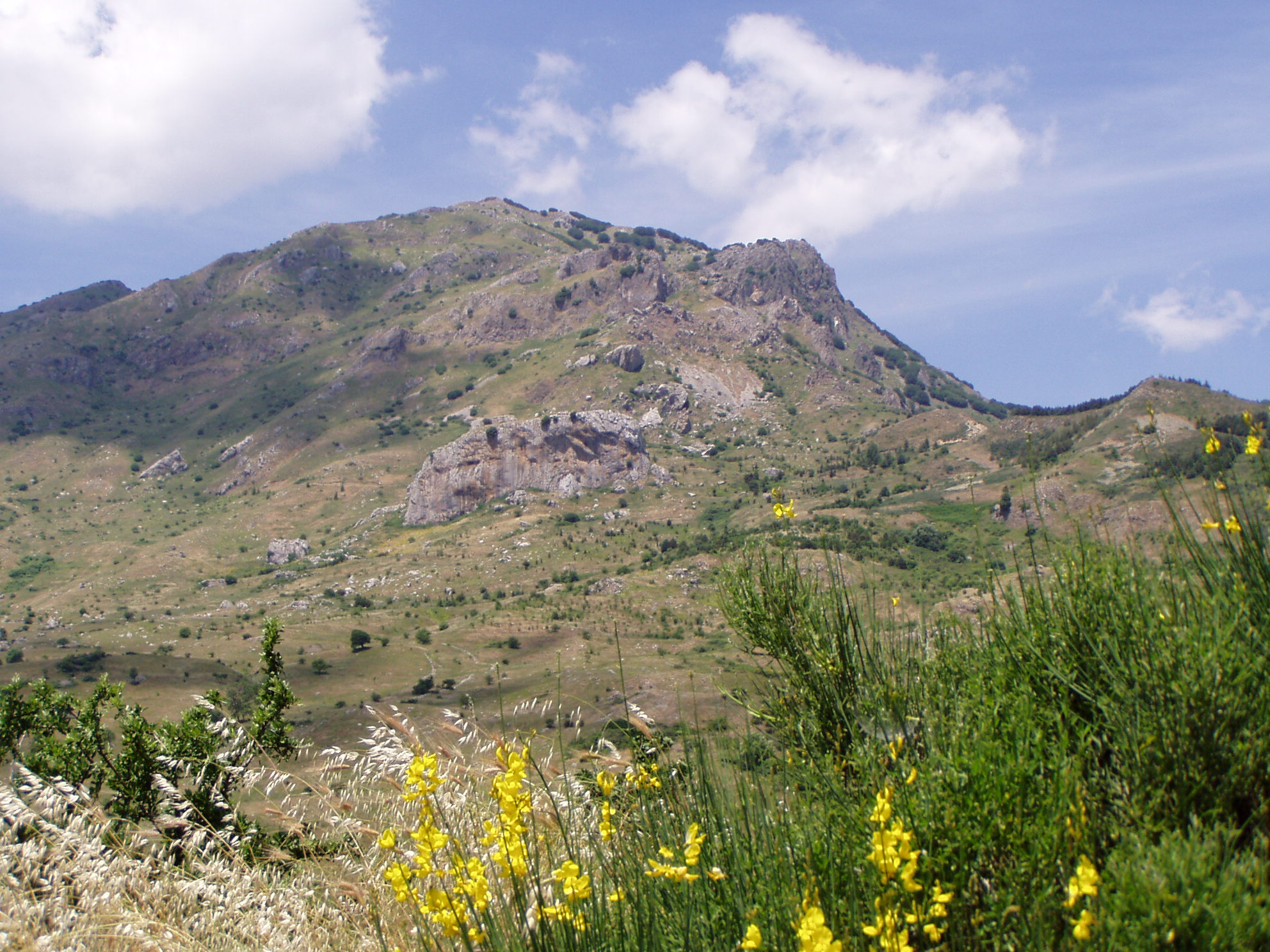

جبال مادوني (بالإيطالية: Madonie)‏ هي واحدة من السلاسل الجبلية الرئيسية في صقلية جنوب إيطاليا وهي جزء من الأبينيني الصقلية. تقع في مقاطعة باليرمو. بصرف النظر عن جبل إتنا، تضم أعلى المرتفعات في صقلية حيث أعلى قمة في هذه المجموعة هي بيتسو كاربونارا (1979 م) وتليها القمة المجاورة بيتسو أنتينا (1977 م).